# Type 5000 STIB
Le type 5000 est un modèle d'automotrice électrique pour tramway de la Société des transports intercommunaux de Bruxelles (STIB) utilisé sur le tramway de Bruxelles.

## Histoire
Elles sont construites en vue de renforcer le parc des Tramways bruxellois en vue de l'Exposition universelle de 1935. Elles sont les premières motrices à bogies du tramway de Bruxelles.

## Caractéristiques
- Type : automotrice électrique ;
- Caisse : 1 ;
- Conduite : unidirectionnelle ;

## Matériel préservé
| Illustration | Entité | Numéro | Remarques                 |
| ------------ | ------ | ------ | ------------------------- |
|              | MTUB   | 5001   |                           |
|              | MTUB   | 5008   | État fin de service.      |
|              | MTUB   | 5025   | Remise en état d'origine. |